# José Miguel Corrales Bolaños
José Miguel Corrales Bolaños (Paraíso, 29 de septiembre de 1938) es un político y abogado costarricense. Fue candidato presidencial del Partido Liberación Nacional en 1998 y precandidato en el 2002. Se ha destacado por sus luchas contrarias al neoliberalismo y se proclama denotado socialdemócrata.

## Biografía
Nació en Paraíso, el 29 de septiembre de 1938. Asistió a la escuela local y la educación secundaria la recibió en el Colegio San Luis Gonzaga de la ciudad de Cartago. 
Se destacó como futbolista integrando la primera Selección Nacional juvenil en 1954 que ganó el Campeonato Centroamericano y del Caribe ese año.  Jugó en la Primera División con el Deportivo Saprissa y el Club Sport Cartaginés del que llegó a ser presidente. 
Estudió en la Universidad de Costa Rica donde se graduó como abogado y notario en 1967. Profesor de cursos libres en la Universidad de Costa Rica y 1968 Magistrado Suplente de la Corte Suprema de Justicia.
Diputado por el Partido Liberación Nacional en los periodos 1974-1978, 1986-1990 y 2002-2006 aunque se retiró del PLN en el 2005, antes de terminar su periodo. Luego su entonces compañero diputado Humberto Arce lo invitaría a ser candidato presidencial de su nuevo partido Unión Patriótica, y aceptó, pero posteriormente tuvieron roces de modo que Arce tomó la candidatura presidencial y Corrales la presidencia de aquel partido que resultó último en esa elección presidencial de 2006 y que no logró colocar en la Asamblea Legislativa a su candidato en primer lugar de lista, el sindicalista José Luis Vega Carballo. Tanto Arce, Corrales y Gloria Valerín Rodríguez, quien fue la candidata a la vicepresidencia abandonarían ese fracasado partido antes de iniciar los procesos para el 2010, dejando una frágil base compuesta sobre todo por sindicalistas, que acabaría de disolverse en una caótica Asamblea Nacional conjunta con el Partido Rescate Nacional. Arce apoyaría al candidato del Movimiento Libertario, Otto Guevara Guth en las elecciones de 2010, Corrales apoyaría a Álvaro Montero Mejía en sus aspiraciones, quien estaba participando dentro del Partido Integración Nacional (PIN) como candidato a vicepresidente de la República y a diputado, y Valerín se haría aparte para participar posteriormente con el Partido Acción Ciudadana como candidata a alcaldesa de San José. 
El 22 de mayo del 2013 oficializó una nueva candidatura a la presidencia de la República por el partido Patria Nueva. Obtuvo el 1% de los votos. En 2017 abandonó este último partido y se reintegró al PIN.
En el 2020, lideró el movimiento Rescate Nacional, comandando grupos de personas que paralizaron el país mediante manifestaciones, bloqueos totales y actos delictivos como agresiones a policías, quema de unidades de la fuerza pública y otros actos criminales, con el fin de exigir la retirada de la petición de préstamo al FMI, pero sin brindar soluciones o, incluso, diálogo de negociación. Una vez que el crimen tomó posesión formal de las manifestaciones, José Miguel Corrales se hizo a un lado del movimiento que él mismo organizó.

## Cargos dentro del PLN
Fue Presidente del Tribunal de Ética del PLN, Jefe de Fracción e integrante de la primera y la segunda Comisión Legislativa que investiga el problema del narcotráfico y candidato presidencial del PLN en las elecciones nacionales de 1998 perdiendo ante el candidato del Partido Unidad Social Cristiana, Miguel Ángel Rodríguez. Luego fue precandidato presidencial en la Convención Nacional Liberacionista de 2001 siendo derrotado por Rolando Araya Monge quien fue el candidato liberacionista en las del 2002. Corrales fue firme opositor de la candidatura de Óscar Arias Sánchez en 2006, a quien tachó de capitalista y neoliberal. Fue firme opositor al Tratado de Libre Comercio con Estados Unidos y fue su iniciativa la que permitió llevarlo a referéndum.

## Reconocimientos
- Mejor Diputado de la legislatura (1976-1977) y Diputado de la década (1989) por el Colegio de Periodistas de Costa Rica.[8]
- Premio El Quijote, otorgado por la Escuela Libre de Derecho de la Universidad Autónoma de Centro América
- Ciudadano Distinguido por el Colegio de Licenciados y Profesores en Letras, Filosofía, Ciencias y Arte
- Ciudadano de Honor del cantón de Paraíso de Cartago.
- I Campeonato Centroamericano y del Caribe de fútbol Juvenil (1954).